# 陳懋
陳 懋（ちん ぼう、洪武13年（1380年）- 天順7年7月16日（1463年7月31日））は、明代の軍人。本貫は寿州。

## 生涯
陳亨の末子として生まれた。はじめ舎人として従軍し、功を立てて指揮僉事となった。陳亨の兵を率いて功績が多く、右都督に累進した。永楽元年（1403年）、寧陽伯に封じられ、禄1000石を受けた。永楽6年（1408年）3月、征西将軍の号を受け、寧夏に駐屯し、降兵を慰撫した。永楽7年（1409年）秋、北元の丞相昝卜と平章・司徒・国公・知院十数人が人々を率いて相次いで来降した。平章の都連らが離反して去ると、陳懋はこれを追って黒山で捕らえ、その部衆や家畜を収容した。爵位を寧陽侯に進められ、禄200石を加増された。
永楽8年（1410年）、陳懋は永楽帝の第一次漠北遠征に従い、左掖を監督した。永楽11年（1413年）、寧夏の辺境を巡察した。ほどなく山西・陝西二都司および鞏昌・平涼諸衛の兵を率いるよう命じられ、宣府に駐屯した。永楽12年（1414年）、永楽帝の第二次漠北遠征に従い、左哨を管轄した。忽失温で戦い、成山侯王通とともに軍の先頭に立ち、都督朱崇らがこれに乗じて、大勝をおさめた。永楽13年（1415年）、陳懋は再び寧夏に駐屯した。永楽20年（1422年）、永楽帝の第三次漠北遠征に従った。御前精騎を率いて敵軍を屈烈河で破った。別に5000騎を率いて屈烈河の東北を巡り、残党を捕らえ、山沢中でこれを殲滅した。軍を返すと、武安侯鄭亨に輜重を率いて先行させ、陳懋は狭隘な地に兵を待ち伏せさせた。敵軍がやってくると、伏兵で攻撃し、敵軍の過半を死なせた。北京に帰ると、龍衣玉帯を賜り、陳懋の娘が麗妃に冊立された。永楽21年（1423年）、陳懋は陝西・寧夏・甘粛三鎮の兵を率いて、北元のアルクタイに対する遠征（第四次漠北遠征）に従い、先鋒をつとめた。永楽22年（1424年）、再び先鋒をつとめ、永楽帝の第五次漠北遠征に従った。
永楽帝が楡木川で死去したとき、明の六軍はいずれも外地にあり、北京の守備は弱体であった。洪熙帝は陳懋と陽武侯薛禄に精鋭の騎兵3000を率いて帰還させ、北京を守らせた。陳懋は前府を管掌し、太保の位を加えられ、侯爵を世襲する権利を与えられた。宣徳元年（1426年）、楽安州に拠る朱高煦の討伐に従った。凱旋すると、寧夏に赴任して駐屯した。宣徳3年（1428年）、霊州城への移鎮を上奏した。黒白2羽のウサギを献上して、宣徳帝に喜ばれ、帝自らが描いた馬の絵を賜った。陳懋は寧夏に駐屯すること久しく、威名は漠北に鳴り響いた。宣徳帝の信任を頼みに勝手気儘に振る舞い、巨万の財産を蓄えた。たびたび弾劾を受けたが、宣徳帝は曲げてこれを許し、陳懋の不正に蓄えた財産を没収するよう命じた。
宣徳10年（1435年）、英宗が即位すると、陳懋は張輔とともに参議朝政を命じられ、平羌将軍として出向し、甘粛に駐屯した。その冬、敵が駐屯所を攻撃してくると、陳懋は兵を派遣して救援し、敵を撃退し、敵兵を斬り捕らえて報告した。参賛侍郎の柴車は陳懋が規律を失って敵の侵攻を招き、残された老弱な敵兵の身柄を奪って、都指揮の馬亮らが功によって賞を受けるのを妨げたと弾劾し、斬刑に相当すると論告した。勅命により陳懋は一死を免じられたが、禄を剥奪された。長らくを経て禄をもどされ、奉朝請とされた。正統13年（1448年）、福建で鄧茂七の乱が起こった。都御史の張楷がこの反乱を討ったが鎮圧できず、陳懋が征南将軍の号を受けて、総兵官とされ、京営・江浙の兵を率いて討伐に向かった。陳懋が浙江に達すると、兵を分けて海口を押さえようという者がいたが、陳懋は「賊を死なせるのはわたしだ」といって許可しなかった。正統14年（1449年）、陳懋が建寧に到着すると、鄧茂七はすでに戦死しており、その残党が尤渓・沙県に集まっていた。官軍の諸将はこれを殲滅しようと望んだが、陳懋は「それは賊の心を堅くするだけだ」といって、招撫して下すよう命じ、反乱軍の多くを降伏させた。道を分かれて追捕にあたり、反乱を全て平定した。沙県で反乱が再び起こったが、平定できなかった。ときに土木の変で英宗がオイラトに捕らえられて北方に連行され、景泰帝が立つと、陳懋は軍を返すよう命じられた。このとき陳懋は弾劾を受けていたが、反乱平定の功績により不問とされた。そのまま太保の位を加えられ、中府を管掌し、宗人府の事務を兼領した。天順元年（1457年）、英宗が復位すると、陳懋は禄200石を加増された。天順7年（1463年）、死去した。享年は84。濬国公の位を追贈された。諡は武靖といった。

## 子女
- 陳晟（長男、罪を受けた）
- 陳潤（兄の陳晟が罪を受けたため、後嗣として寧陽侯となった）
- 陳瑛（兄の陳潤が死去すると、禄を半減された上で寧陽侯位を嗣いだ。陳晟の子の陳輔が成長すると、陳輔に侯位を嗣がせた）
- 陳氏（永楽帝の後宮に入り、麗妃に冊立された）